# Cheumatopsyche triangularis
Cheumatopsyche triangularis är en nattsländeart som först beskrevs av Georg Ulmer 1931.  Cheumatopsyche triangularis ingår i släktet Cheumatopsyche och familjen ryssjenattsländor. Inga underarter finns listade i Catalogue of Life.